# Округ Конека (Алабама)
Округ Конека (енгл. Conecuh County) је округ у америчкој савезној држави Алабама. По попису из 2010. године број становника је 13.228. Седиште округа је град Евергрин.

## Демографија
Према попису становништва из 2010. у округу је живело 13.228 становника, што је 861 (6,1%) становника мање него 2000. године.
| Група             | 2000.         | 2010.         |
| Белци             | 7.760 (55,1%) | 6.764 (51,1%) |
| Афроамериканци    | 6.136 (43,6%) | 6.149 (46,5%) |
| Азијати           | 16 (0,1%)     | 17 (0,1%)     |
| Хиспаноамериканци | 102 (0,7%)    | 161 (1,2%)    |
| Укупно            | 14.089        | 13.228        |